# 折形
折形（おりかた）礼法は、遊戯用として広く普及した折り紙（おりがみ）の源流。和紙を手づから折り目正しく折って贈答品を心を込めて包み渡すことと、儀式に使う和紙を折って作った造形物を総称する、日本の由緒正しき礼法の1つである。現在まで伝わっている礼法は室町時代の武家により整えられたものが源流である。元々は「折形」という用語は折り紙を指す古い呼び方の一つであったが、現在では遊戯用の折り紙と区別するために「折形」という呼び名で表されており、その発音は礼法学者であった山根章弘の提唱により、「折り紙の折り方」と混同されないように「おりかた」ではなく「おりがた」として社会に定着した 。なお、折形を折り紙の一種として捉えることもでき、その場合は折り紙は「遊戯折り紙」、折形は「儀礼折り紙」や「儀礼折」として区別される。

## 概要

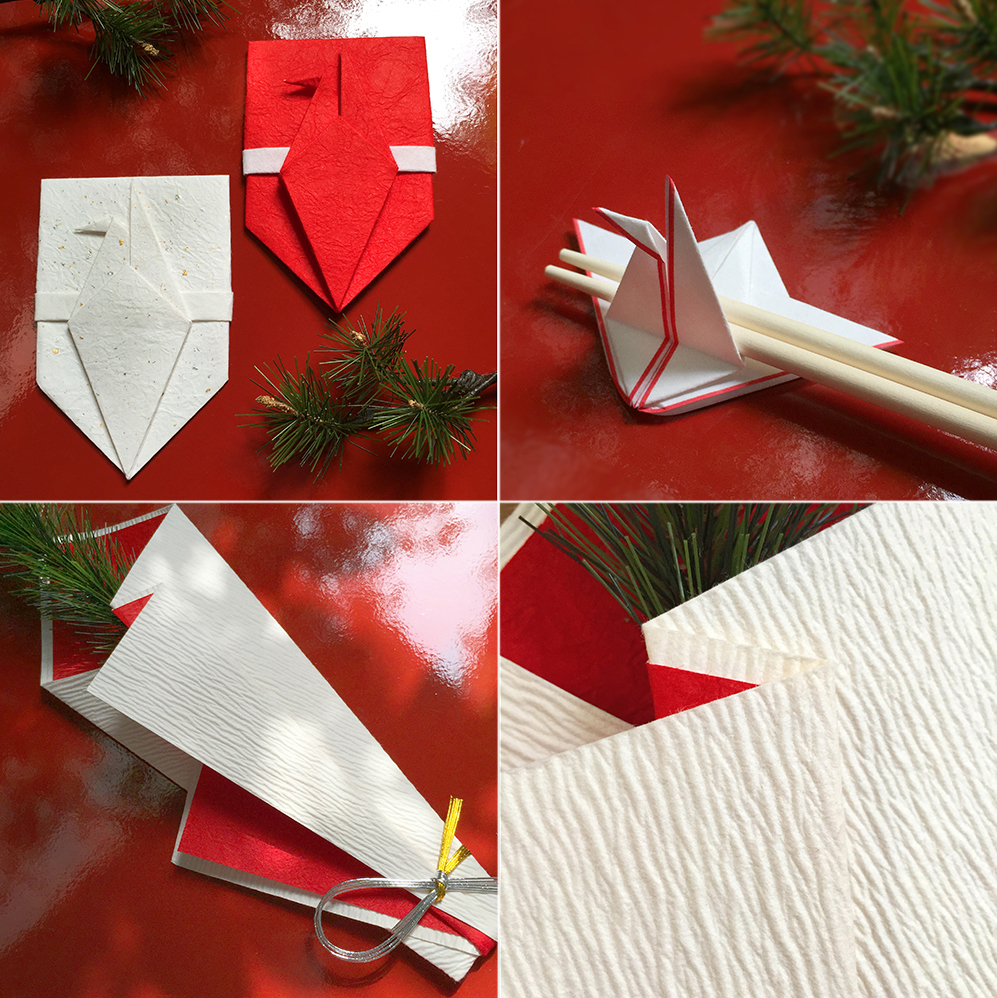
山根折形礼法教室の折形（おりがた）

平安時代の朝廷では儀式でつかう金品を和紙で包む礼法や、贈答品を和紙で包む礼法が確立されていた。
古文書によれば、現在知られている折型の原型は鎌倉時代に誕生し、室町時代の三代将軍、足利義満が武家独自の礼法としてこれを明確に制定し、これが現在の折型の源流となっている。
指南役である高家（伊勢家、小笠原家、今川家（後の吉良家）の、
伊勢家は主に内の礼法（殿中の礼法）、小笠原家は主に外の礼法（主に弓馬礼法）を任せ
大名・旗本などに限って家伝（口頭伝承）、と共に雛形を使い秘伝伝承した。
その武家の礼法の一つが折紙礼法（おりがみれいほう）、または折形（おりがた）である。
ただし現在一般的に広く知られる日本の折り紙（おりがみ）は江戸時代には、折紙礼法（おりがみれいほう）が遊戯用に発展し
本来の礼法、作法、意味、目的を失ってしまった。
江戸時代中期の故実家であり、伊勢家（殿中の礼法を指南する高家）伊勢貞丈（いせさだたけ）はこれを憂い、『貞丈雑記』（ていじょうざっき）や『包結図説』（ほうけつずせつ）

にて将軍家に伝わる本来の、階級別、用途別に和紙と折り方を使い分け、その意味や目的を明記し、正しい折形礼法（おりがたれいほう）を後世に
唯一正しい文献として秘伝の内容を後世にこれを一般の民にも広め残した。
折形（おりがた、おりかた）には流派はなく、原点を調べていくと全て
この武家の礼法一つになる。前述の包結図説にも伊勢流、小笠原流といったものはなく
あえていうならば将軍流（武家礼法）一つであるとされている。
折紙（おりがみ）、折紙礼法（おりがみれいほう）、折形（おりがた、おりかた）とを分けて呼ぶようになったのは昭和初期ごろ。
礼法学者、美学者であった山根章弘（やまねあきひろ）は、本来、折紙礼法（おりがみれいほう）と呼ばれていた礼法である折り紙（おりがみ）が、
遊びの折り紙と混同され本来の姿を留めなくなってきたため、また遊戯折紙と折紙礼法を明確に分ける為に、
「折る方法」と読まれ誤解を招きやすい呼称折形（おりかた）を折形（おりがた）と呼び直した。
吉凶に則らないデザイン、和紙の香りの組み合わせや、水引の本数、で創作された「折形」は「折形」とはいわず、遊戯折り紙または折紙デザインに
なってしまった。デザインを研究するものではない。
「折形」とは本来の意味、吉凶の原則、折り手順、渡し方から受け取り方、置き方までが、明確に決まっている礼法である。
例えていうならば、現代の祝儀袋（あえて、折形の祝儀包みと差別化）には10本の水引きが糊で貼られているが
水引きひとつとっても、本数は陽数である必要があり、1、3、5、7、9本（弔事は4本）以外の水引きはあってはならず
10は、0すなわち陰の最低の位の数であるため、あってはならない。市販の祝儀袋には間違っているものが多く散見される。貞丈雑記や包結図説

を見れば本来の礼法・込められた本意からいかに外れているかが明確である。

## 歴史
平安時代より進物を紙で包むようになり、室町幕府には各武家で独自の折形が生まれる。紙は壇紙、奉書紙、杉原などを格式によって使い分けられる。
江戸時代に入って和紙が安価に大量に出回り、庶民に広まるようになると数が爆発的に増えたとされる。赤飯に添える胡麻塩包み、きな粉包み、など本来あった折形（おりがた）の粉包みから、今の遊戯用の折紙遊びが派生、考案され、それぞれの各家で発展、普及した。江戸時代には寺子屋で、大正時代初めまでは一般教養の必須項目として学校で習われていた。
戦後、敗戦とともに折形（おりがた）は教科書から消え、遊戯折紙のみが残ったが礼法学者であった山根章弘（やまねあきひろ）は、戦後、第一人者として流派に関係なく、文献に残る正しい折形を復活・復元させ、体系化。正しい折形礼法（おりがたれいほう）の普及活動（山根折形礼法教室）を始める。